# 藤田合同タクシー
藤田合同タクシー有限会社は栃木県塩谷郡塩谷町に本社を置くタクシー事業者である。2003年から2014年の間は、藤田合同バス（ふじたごうどうバス）の名称で路線バスを、2003年から数年間は藤田合同観光バス（ふじたごうどうかんこうバス）の名称で観光バスを運行していたが、公益社団法人日本バス協会の会員にはなっていなかった。2014年のバス事業撤退後に本社所在地を矢板市から塩谷町に移転した。
藤田合同タクシーの公式サイトは開設されていない。

## 沿革
- 2003年3月24日 - バス事業参入、矢板駅 - 新高徳駅間などの路線バス運行開始

（3月24日から31日までは、関東自動車が運行する塩谷町代替バスと藤田合同バスの両方が運行していた）
- 年不明 - 貸切バスの事業を終了し貸切用車両は路線バスに転用、玉突きで路線用のワンステップバスを売却
- 2014年5月21日 - バス路線全線運休[2][3]

## 本社・営業所
- 本社

旧本社 栃木県矢板市鹿島町9-1
現本社 栃木県塩谷郡塩谷町玉生579-3
- 営業所 片岡待機所

## バス事業
主路線だった矢板駅 - 新高徳駅間は、東武矢板線の廃止後東武バスが運行→東野交通に移管→関東自動車が塩谷町代替バスとして運行→藤田合同バスとしおや交通が新規参入（しおや交通は後に休止）→しおや交通（塩谷町などが支援）と頻繁に変わっている。

### 運行していた路線
- 矢板駅 - （矢板高校）- 玉生 - 船生 - 新高徳駅
- 矢板駅- 高塩 - 塩谷高校
- 矢板駅- 矢板中央高校

その他の停車場、および運行間隔については
藤田合同バス時刻表 at the Wayback Machine (archived 2007年9月30日)を参照。
実際に運行はされなかったが、行き先表示には関谷宿や小川の幕も用意されていた。

### バス車両
バス事業開始に際して、三菱ふそう・エアロミディMKの中型ワンステップバス4台といすゞ・ジャーニーKの中古路線バス3台と貸切バス3台を用意した。2004年には、中古路線バス1台を導入した。その後貸切バスが路線用に転用されるとワンステップバス4台は売却となり、バス事業の撤退後は全車が処分された。